# 克拉斯諾西爾卡 (斯拉武塔區)
50°28′12″N 27°0′12″E / 50.47000°N 27.00333°E
克拉斯諾西爾卡（烏克蘭語：Красносілка），是烏克蘭西部的村莊，隸屬赫梅利尼茨基州的舍佩蒂夫卡區。該村處於尼爾卡河畔，面積1.07平方公里，海拔高度211米，2001年人口247。